# Collège des Doctrinaires de Lectoure
 (mars 2023).
Le collège des Doctrinaires est un établissement d’enseignement, fondé vers 1630 à Lectoure en Gascogne, aujourd’hui département du Gers, disparu à la Révolution et remplacé en 1809 par le collège municipal, devenu collège et lycée Maréchal-Lannes.

## Dénomination
Dès l’origine le terme « collège » désigne un établissement d’enseignement général, qui va de l’apprentissage de l’alphabet pour des enfants très jeunes, à l’étude du latin et du grec, de la grammaire, la rhétorique et la philosophie pour les plus âgés, en passant par l’apprentissage d’autres disciplines comme les mathématiques et les sciences. Il ne faut pas confondre avec le collège médiéval, établissement rattaché à une université, destiné à loger un petit nombre d’étudiants choisis en leur fournissant les moyens d’étudier par eux-mêmes en dehors des cours de l’université, avec des bibliothèques et éventuellement des maîtres pouvant fournir des enseignements complémentaires. Parmi ceux de Toulouse, figurait le collège de Lectoure ou collège de Montrevel, fondé en 1369.
Les enseignants, appelés régents, étaient souvent des ecclésiastiques, mais pas exclusivement, l’éducation religieuse étant toujours prépondérante. Au XIXe siècle le terme « collège » tend à se rapprocher de son sens actuel pour désigner un établissement d’enseignement secondaire, distinct de l’école élémentaire. Il est employé concurrentiellement avec « lycée » en fonction du mode d’administration (municipale ou nationale), et il faudra attendre l’année 1960 pour voir officialisées les appellations actuelles avec les distinctions entre 1er et 2e cycles.

## Histoire

### Collège des Doctrinaires

#### Premier collège (1641-1771)
La fondation du collège est décidée le 12 octobre 1630, par un choix du maréchal Antoine de Roquelaure, gouverneur de Lectoure, avant sa mort en 1625. Le projet est maintenu par son fils, le marquis de Roquelaure, mais la décision revient aux consuls de la ville et à l’évêque. Pour les religieux à qui l’on confiera l’enseignement, l’évêque Jean d’Estresse et les consuls débattent quelque temps entre les Jésuites, les Oratoriens et les Doctrinaires. Le choix final se porte sur ces derniers. Les Doctrinaires, comme les autres congrégations, sont issus de la Contre-Réforme catholique, mais ils se distinguent par leur rigueur morale qui culminera bientôt avec le développement du jansénisme à Lectoure, également adopté par les religieuses du Carmel. Soutenus par les évêques successifs jusqu’à l’arrivée de Paul-Robert Hertault de Beaufort (1721-1745), expressément nommé pour combattre le jansénisme, les Doctrinaires comme les Carmélites seront en butte à ses tracasseries. 
En attendant que se concrétise la construction du collège, les cours sont donnés dans des lieux variés et les régents logés chez les habitants. Le collège doit être construit au bas de la grande rue, au quartier Saint-Esprit : à l’extrémité est de la ville, près du château. Ce vaste espace regroupe l’église du Saint-Esprit ou Saint-Jean-l’Évangéliste et son cimetière, ainsi que l’hôpital du Saint-Esprit qui accueille malades, indigents et pèlerins de passage, le tout dans un état de vétusté et d’insuffisance tels qu’il faut envisager de tout remplacer. L’hôpital est reconstruit au bas de l’église des Carmes, près du rempart sud auquel il s’appuie : c’est le bâtiment, à l’angle de l’actuelle rue du XIV-Juillet et du boulevard du Midi, qui fut occupé entre les années 1820 et 1970 par la gendarmerie. Une partie de cet hôpital est occupée par des religieuses qui y donnent des cours, et les élèves du collège en construction y trouvent place, non sans difficultés.
Il faut encore de longues années de tractations pour qu’enfin la construction du collège soit entreprise. L’architecte en est Étienne Léglize. Les travaux commencent en 1641. L’église paroissiale du Saint-Esprit est reconstruite en 1648.
D’après le rapport des architectes, le collège est formé d’un rectangle aligné au sud sur la rue Droite (actuelle rue Nationale), à l’est sur le cimetière, au nord sur l’actuelle rue Jules de Sardac, et à l’ouest sur une étroite ruelle (disparue). On entre par un portail et on passe entre deux murs, celui de gauche donnant sur le cimetière, celui de droite sur la chapelle. On débouche ensuite sur une cour entourée d’arcades, formant une sorte de cloître. Beaucoup de ces piliers ne soutenant pas le poids des étage supérieurs, certaines arcades ont été bouchées. Les classes et différentes pièces sont réparties autour de cette galerie couverte. Seuls les enseignants et leurs supérieurs sont logés au collège, il n’y a pas d’internat pour les élèves, qui logent en ville, soit chez leurs parents, soit dans des foyers qui veulent bien les accueillir.

#### Deuxième collège (1772-1792)
Le 21 octobre 1759, le cimetière du Saint-Esprit étant déplacé dans la fausse braye à proximité du château, l’assemblée municipale concède son emplacement aux Doctrinaires pour agrandir le collège. En 1767, les Doctrinaires demandent une subvention pour parfaire la construction, sans se limiter à de petits travaux d’aménagement. L’assemblée ayant refusé, les Doctrinaires cessent les cours jusqu’en 1771, où ils obtiennent enfin satisfaction. 
La construction du nouveau collège est commencée en 1772 par les maîtres d’œuvre Joseph Lapeyre, Jacques Tourné, Samson Tourné, François Ducoumet, et achevée en 1775. Il semble que les seuls vestiges du collège du siècle précédent soient le soubassement du bâtiment principal au nord, visible depuis la rue Jules de Sardac, et une salle voûtée du sous-sol, soutenue par un pilier central.
La plupart des personnalités de Lectoure sont passées par le collège des Doctrinaires. En revanche, malgré l’affirmation de quelques biographes complaisants, Jean Lannes, futur maréchal d’Empire, n’en fut jamais l’élève. La Révolution met un terme à l’activité des pères doctrinaires, et le collège est fermé en 1792.

### Collège communal

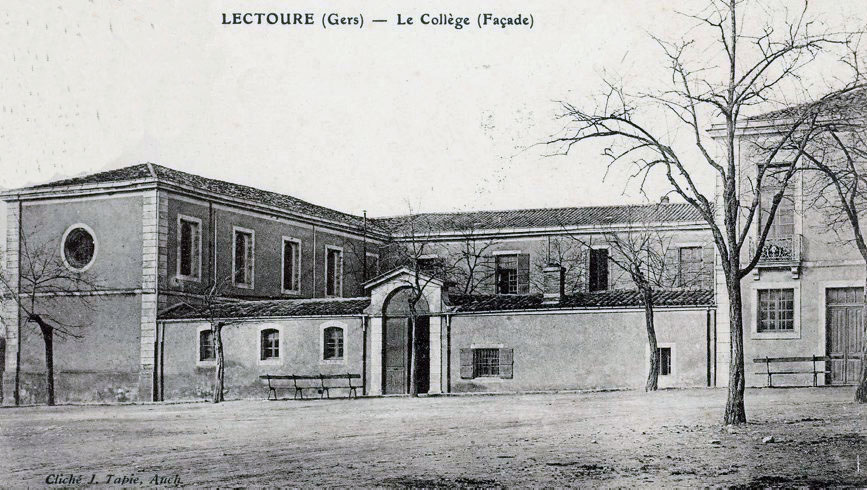
Façade sud du collège, début du XXe siècle.

À la Révolution, la loi du 8 mars 1795 ordonne la mise en vente des biens des collèges, à l’exception des bâtiments destinés à l’enseignement et au logement des professeurs. La maison des Doctrinaires est vendue, la ville reste donc propriétaire du collège, mais les cours n’y étant plus assurés régulièrement, les bâtiments se dégradent. Les serrures ont été enlevées, et les chambres occupées illégalement. Il faut que la municipalité intervienne pour faire réparer la charpente endommagée, chasser les intrus, remettre des serrures. Elle n’aura pu empêcher le pillage de l’importante bibliothèque du collège. Mais elle continue à louer des chambres et salles de classe avec la même anarchie, en butte à des soumissionnaires qui prétendent avoir des droits sur les bâtiments[réf. souhaitée]. 
Enfin la Révolution finissant, la présence à Lectoure d'un établissement d’enseignement secondaire s'impose aux pouvoirs publics. La préfecture d’Auch et la sous-préfecture de Lectoure engagent une enquête détaillée, et la municipalité engage des réparations. En 1804, deux instituteurs, Saint-Amans et Castaing, s’offrent à diriger le nouvel établissement.
En 1809, avec un nouveau directeur l’établissement devient collège secondaire. La municipalité tente d’équilibrer un budget toujours précaire, grevé par de nombreuses réparations. En 1824 on[Qui ?] rend la chapelle au culte. Les effectifs sont si faibles que pendant des années la survie du collège n’est pas assurée. Il est concurrencé par des écoles privées, la plupart religieuses et par des établissements des villes de la région.
En 1852, le collège est laissé, par un bail avec l’archevêché d’Auch, à l’enseignement religieux.
En 1863, Victor Duruy, bien que républicain et opposant à Napoléon III, est nommé ministre de l’Instruction publique. Parmi les réformes qu’il introduit, figure l’enseignement professionnel. Les nombreuses familles de classes moyennes, dont les enfants accèdent de plus en plus aux études secondaires, réclament un enseignement qui ouvre sur des métiers. C’est particulièrement le cas à Lectoure, où la municipalité républicaine d’Albert Descamps, dans le but de laïciser totalement l’enseignement, ne renouvelle pas le bail avec l’archevêché, et met en avant que le collège de Lectoure ne saurait lutter avec ses concurrents d’Auch ou d’Agen, mieux placés vers les carrières libérales et maintenant proches par l’ouverture de la ligne de chemin de fer. Victor Duruy, ami proche d’Augustin Boutan, mais aussi d’autres Lectourois comme Albert Descamps, Frédéric Lagrange, l’amiral Augustin Dupouy, accède à cette demande et fait du collège de Lectoure un collège pilote. Il vient confirmer ce choix par une visite rapide, le 19 octobre 1866 (commémorée par une plaque, au-dessus de la porte d’entrée).
Toutefois, l’enseignement professionnel, et agricole, connaît peu de succès. On[Qui ?] remet en place le latin et le grec pour satisfaire les familles bourgeoises de Lectoure.
En 1899, un incendie détruit la moitié des bâtiments du collège (l’aile est). La reconstruction est effectuée immédiatement et terminée en 1901. On a construit de part et d’autre du portique d’entrée le bâtiment bas qui ferme la cour et sert de conciergerie et de parloir (détruit en 1980, lors de la transformation de l’édifice en annexe de l’hôpital).
Entre les deux guerres, le collège est ouvert aux filles. Bien que les cours (d’enseignement) soient mixtes, les cours (de récréation) ne le sont pas : la cour principale, à l’ouest, est celle des garçons, celle de l’est est réservée aux filles, jusqu'à la désaffectation du bâtiment en 1967.

### Collège et lycée Maréchal-Lannes
Le collège-lycée reçoit son appellation officielle en 1943, du nom de Jean Lannes (1769-1809), maréchal d’Empire, né à Lectoure. Ses locaux inchangés deviennent vétustes et insuffisants pour accueillir la population scolaire en forte croissance : on doit construire deux bâtiments préfabriqués sur la place Boué de Lapeyrère, et des cours sont donnés dans l’ancienne maison Gardeil ou hôtel de Goulard (aujourd’hui les thermes de Lectoure), ainsi que dans l’ancien hôtel de Bastard-Castaing, déjà occupé par l’enseignement technique, où l’on a ajouté un bâtiment préfabriqué dans le jardin. La nécessité absolue d’un nouvel établissement se faisant ainsi sentir, la construction de la cité scolaire est entreprise sur le plateau de Lamarque, à l’est de la ville. L’ancien lycée ferme ses portes en 1967, et la nouvelle cité scolaire Maréchal-Lannes ouvre ses portes à la rentrée de cette même année.

### Nouvelles affectations
Le bâtiment de l’ancien collège est transformé en annexe de l’hôpital en 1980. On supprime à cette occasion l’ancienne conciergerie et on aménage la cour en jardin. Après la fermeture de l'annexe de l’hôpital en 2006 et une autre période d’abandon, il est acheté par la famille Bernard Riac (2012) et confié à l'architecte versaillais, Sébastien Desroches, et au paysagiste, Louis Benech, pour le réhabiliter (2018) et le transformer en hôtel de luxe. A cette occasion, il retrouve son ancien nom "Collège des Doctrinaires". Un passage souterrain est percé sous la rue nationale pour un accès direct à l’hôtel de Goulard où sont aménagées les thermes de Lectoure.  L'hôtel est inauguré par l'ancien Président de la République, François Hollande, le 4 octobre 2019. Il est classé 4 étoiles en 2020.